# Brousse-le-Château
Brousse-le-Château là một xã ở tỉnh Aveyron, thuộc vùng Occitanie ở miền nam nước Pháp.